# Иван Феце Фирчи
Иван Феце Фирчи (Нови Сад, 1962) српски и југословенски је бубњар и музичар, најпознатији као некадашњи члан домаћих рокенрол група: новосадске Луне и београдске Екатарине Велике.

## Детињство и младост
Рођен је 10. септембра 1962. године у Новом Саду. Мајка му је била новинарка, а отац тонски сниматељ на Радио Новом Саду. Када је имао пет година, деда по оцу, и сам виолиниста, уписао га је у Музичку школу „Јосип Славенски“, одсек виолина. Ипак, након куповине првих рокенрол плоча, у седмом разреду је почео да свира бубњеве.

## Музичка каријера - почеци
Његова прва група се звала Алфа, у којој је почео са гитаристом Зораном Булатовићем Балетом са којим ће касније свирати у многим другим бендовима. Следећи је био Hush, који је по Новом Саду и околини изводио рокенрол стандарде тог доба. Током 1977. свирао је у Електричном Пингвину, који је 1978. напустио са клавијатуристом Ненадом Чанком и основао групу Шта. Исте године је са новосадском акустичарском групом Жетва снимио албум Време жетве.

## Луна и ЕКВ
Од 1980. године члан је новоталасне група Ла Страда, коју је годину раније основао Слободан Тишма. У питању је прва поставе Ла Страде која је деловала до јесени 1981. и која иза себе није оставила албум. Након што се Ла Стради придружио Зоран Булатовић Бале, који је пре тога свирао гитару у познатом новосадском панк бенду Пекиншка Патка, Бале, Фирчи и Тишма оснивају нови бенд - Луна. У Луну ускоро улази и Јасмина Митрушић на клавијатурама, са којом су Бале и Фирчи пре тога похађали Средњу музичку школу „Исидор Бајић“. Луна је деловала до краја 1983. године, а почетком наредне је објавила албум Нестварне ствари, који је много пута проглашаван једним од најбољих југословенских рокенрол издања.
Након распада Луне, Фирчи улази у групу Катарина II непосредно пре него што је од ње настала Екатарина Велика. Члан ЕКВ-а је био током 1984. и 1985, када је овај бенд снимио истоимени деби албум. Након тога одлази у ЈНА, а пролећа '88. је опет кратко у ЕКВ-у, са којом снима плочу Live '88.

## После Луне и ЕКВ
Средином 80-их био је сниматељ, продуцент, те стални, повремени или студијски музичар на албумима и у поставама многих домаћих група: Џакарте, Аеродрома, Плавог Оркестра, Гриве, Фита, Ружа... Године 1986. је свирао на плочи Невиност Лабораторије Звука, са којом је наступао и пре тога. Наредне две године повремено је свирао глем-рок репертоар са бендом Златни Дијаманти у клубу „Казбах“ новосадског хотела Путник. У тој групи су били још Бале, Чанак и басиста Маринко Вукмановић Маре, који је са Балетом раније свирао у другој постави Пекиншке Патке. Фирчи и Бале су се потом одселили у САД: најпре у Лос Анђелес, а потом у Њујорк.

## Боравак у САД
Фирчи се у Њујорку бавио разним пословима. У почетку је био грађевински радник, а онда је почео да развија производњу и продају бубњева. Наиме, неколико година раније је конструисао посебну врсту бубња која перкусионистима омогућава штимовање за немерљиво краће време него што је то било могуће по дотадашњим принципима. Паралелно с тим, свира са групама као што су The Belltower, Chain of Command, Colateral Damage...

## Србија
У Србију је први пут дошао 2002. Две године касније је са групом Луна на Егзит фестивалу одржао концерт поводом 20-годишњице албума Нестварне ствари. Феце је 2007. објавио албум EKV Revisited са старим песмама ЕКВ-а у новим аранжманима
Током 2010. године био је учесник ријалити програма Фарма, а наредне Двор.
Последњих година живи у Новом Саду где се кроз свој Think Tank Studio и даље бави музиком, али и развојем бренда и фирме Firchie Drums.

## Приватни живот
Из везе са певачицом Марином Перазић има ћерке Миу Катарина (1991) и Луну Марију (1995). У Њујорку је крајем 90-их био у браку са Маријом Фигуередо.